# Malangsuko
Malangsuko is een bestuurslaag in het regentschap Malang van de provincie Oost-Java, Indonesië. Malangsuko telt 3523 inwoners (volkstelling 2010).